# Numero altamente cototiente
In teoria dei numeri, un numero altamente cototiente è un intero k maggiore di 1 tale che l'equazione
x − φ(x) = k,
dove φ rappresenta la funzione totiente di Eulero, abbia più soluzioni che qualsiasi altro numero minore di k. 1 è escluso perché ammetterebbe infinite soluzioni. I primi numeri altamente cototienti sono: 2, 4, 8, 23, 35, 47, 59, 63, 83, 89, 113, 119, 167, 209, 269, 299, 329, 389, 419, 509, 629, 659, 779, 839, 1049, 1169, 1259, 1469, 1649, 1679, 1889 e 2099.
Dopo 8, tutti i numeri altamente cototienti sono dispari. Dopo 167, sono tutti congrui a 9 modulo 10, ovvero esprimibili nella forma 10n - 1. I numeri altamente cototienti sono concettualmente simili ai numeri altamente composti, ed esistono infiniti numeri in entrambe le categorie.
I primi numeri altamente cototienti ad essere anche numeri primi sono: 2, 23, 47, 59, 83, 89, 113, 167, 269, 389, 419, 509, 659 e 839.